# Los Angeles Sparks 2022
La stagione 2022 delle Los Angeles Sparks fu la 26ª nella WNBA per la franchigia.
Le Los Angeles Sparks arrivarono seste nella Western Conference con un record di 13-23, non qualificandosi per i play-off.

## Roster
| N° | Naz.                   | Ruolo | Sportivo            | Anno | Alt. | Peso |
| -- | ---------------------- | ----- | ------------------- | ---- | ---- | ---- |
| 1  | Australia (bandiera)   | C     | Liz Cambage         | 1997 | 203  | 98   |
| 4  | Stati Uniti (bandiera) | G     | Lexie Brown         | 1994 | 175  | 73   |
| 5  | Stati Uniti (bandiera) | G     | Kianna Smith        | 1994 | 183  | 73   |
| 7  | Stati Uniti (bandiera) | G     | Chennedy Carter     | 1998 | 175  | 65   |
| 10 | Stati Uniti (bandiera) | C     | Olivia Nelson-Ododa | 2000 | 196  | 78   |
| 12 | Stati Uniti (bandiera) | GA    | Rae Burrell         | 2000 | 188  | 76   |
| 13 | Stati Uniti (bandiera) | AC    | Chiney Ogwumike     | 1992 | 191  | 83   |
| 15 | Stati Uniti (bandiera) | G     | Brittney Sykes      | 1994 | 175  | 70   |
| 20 | Stati Uniti (bandiera) | G     | Kristi Toliver      | 1987 | 170  | 59   |
| 21 | Stati Uniti (bandiera) | G     | Jordin Canada       | 1995 | 168  | 61   |
| 25 | Australia (bandiera)   | G     | Amy Atwell          | 1998 | 183  | 75   |
| 30 | Stati Uniti (bandiera) | A     | Nneka Ogwumike      | 1990 | 188  | 79   |
| 33 | Stati Uniti (bandiera) | A     | Katie Lou Samuelson | 1997 | 191  | 74   |
| 40 | Stati Uniti (bandiera) | A     | Jasmine Walker      | 1998 | 191  | 83   |

## Staff tecnico
- Allenatori: Derek Fisher (5-7) (fino al 7 giugno)[1], Fred Williams (8-16)
- Vice-allenatori: Latricia Trammell, Fred Williams (fino al 7 giugno), Seimone Augustus
- Preparatore atletico: Courtney Watson
- Preparatore fisico: Kelly Dormandy